# Fanfrelon
Les Fanfrelons sont des nains du folklore populaire anglais, réputés s'habiller de rouge et dépenser les trésors qu'ils trouvent dans la boisson.